# Борґ (Зоряний шлях)
Борґ (англ. Borg), іноді борґи — колективна власна назва для вигаданої цивілізації зі всесвіту «Зоряного шляху». Борґ — це набір розумних видів, що були перетворені на кіборгів і функціонують під управлінням колективного розуму. Їхньою ціллю є асиміляція інших цивілізацій шляхом перетворення їх на собі подібних, щоб отримувати нових борґів і збагачуватися їхніми знаннями.
Асиміляції передує стандартне повідомлення, яке стало крилатим висловом: «Ми є Борґ. Вас буде асимільовано. Спротив марний» (англ. We are the Borg. You will be assimilated. Resistance is futile).

## Фізіологія
Всі представники борґів звуться дронами й мають кожен своє призначення. Вони є колишніми органічними істотами, зміненими шляхом заміни органів протезами і доповнення пристроями, як того вимагає спеціалізація дрона. Здебільшого борґами стають гуманоїдні види, але для асиміляції придатні й істоти іншого вигляду. Асиміляція передбачає захоплення представників різних цивілізацій, підготовку їхніх тіл введенням нанороботів і видалення органів, які замінюються пристроями. На етапі введення нанороботів у кров жертва втрачає індивідуальність і отримує зв'язок з Борґом як колективом дронів. В ході подальшої асиміляції мозок жертви сканується і її знання стають надбанням Борґа. Завдяки кіборгізації дрони здатні витримувати сильні ушкодження, дію агресивного середовища, перебувати у відкритому космосі. Вони не потребують їжі, води й відпочинку, але мусять час від часу підзаряджати свої механічні складові, ремонтуватися і підтримувати органічні компоненти живими, для чого повертаються на док-станції (альколи). Якщо принаймні один борґ стикається з небезпечним фактором, як дія ворожої зброї, він передає інформацію про це колективу. У відповідь Борґ вираховує спосіб протидії та, якщо це можливо, одразу оптимізує системи своїх дронів для кращого протистояння цьому фактору. З цієї причини борґам вкрай важко чинити опір. Непоправно пошкоджені дрони розбираються і використовуються для ремонту й створення нових.
Основним джерелом отримання нових дронів є захоплення живих істот. Проте безпосередньо зазнають асиміляції тільки дорослі особини. Діти й підлітки утримуються в спеціальних камерах визрівання, де їхня життєдіяльність штучно підтримується до досягнення зрілості. Борґ не допускає потрапляння своїх технологій в руки ворогів, для чого дрони оснащуються системами самознищення. Крім того, кожен має голки, через які здатний ввести нанороботів в жертву, яку зустрінуть.
Колективний розум Борґа розподіляє всі знання й інформацію, отриману кожним з дронів. Окремий дрон діє згідно з завданням колективу, дрони не мають індивідуальності й імен та говорять як про себе, так і про всіх борґів, у множині. Проте для спілкування з іншими цивілізаціями Борґ може створювати унікальних дронів, які симулюють індивідуальність або мають її в обмеженій мірі, таких як Речник (Локутус) чи Королева.
Через поломку або умисне хірургічне втручання дрон може від'єднатися від колективу і повернути індивідуальність. Також можливе відновлення кіборгізованого тіла до початкового стану.

## Технології
Технології борґів здебільшого були перейняті в асимільованих цивілізацій і значно перевершують досягнення Федерації Планет, куди входить людство. Колектив турбується тільки про ефективність, тому часто комунікації, як труби, кабелі, не приховуються і видимі як всередині споруд, так і на самих дронах Борґа. Інформація зберігається в електронних сховищах, званих вузлами даних. Пристрої мають обшивки з надміцного металу тританіуму, тому дуже стійкі до зовнішніх впливів. Крім того, багато систем здатні до самовідновлення. Так само як і дрони, важливі пристрої самознищуються в разі сильних навколишніх ушкоджень.
Космічні кораблі борґів децентралізовані, вони не мають капітанів чи інших керівників, відповідно не потребують містка, жилих палуб або інженерних відсіків. Дрони на борту під'єднані до спільної мережі та керують кораблем, розподіляючи між собою обчислення. Крім двигуна викривлення кораблі оснащені трансварповими котушками, які дозволяють розвивати величезні швидкості й долати відстані в десятки тисяч світлових років за лічені хвилини. Форма кораблів кубічна чи сферична, при цьому вони складаються з подібних модулів кутастої форми. Одним з відомих центрів Борґа є Юнікомплекс — об'єднання космічних споруд і трильйонів дронів, що простягається на понад 600 кілометрів і розміщується в Дельта-квадранті. Технологія трансварпу використовує штучні тунелі в гіперпросторі, де діють інші закони фізики. В галактиці знаходяться трансварпові вузли, від яких тягнуться тунелі в тисячі регіонів Чумацького Шляху до вихідних прольотів.

## Оцінки
За версією журналу «TV Guide», борґам присуджено 4-те місце з-поміж 60 «Найвидатніших лиходіїв усіх часів».
Сайт Screen Rant поставив борґів на 4-ту позицію з 20 в переліку наймогутніших істот «Зоряного шляху», зазначивши, що борґи «відповідальні за деякі з найкращих епізодичних історій у „Зоряному шляху“». В топі від «Rolling Stone» вони отримали 2-ге місце з-поміж усіх лиходіїв «Зоряного шляху», поступившись тільки надлюдині Хану. Сайт Den of Geek визначив борґів як третіх найвидатніших істот «Зоряного шляху» з-поміж 50.
Фраза кіборгізованого ними Жана-Люка Пікара «Спротив марний» за версією каналу «TV Land» зарахована на 93-тє місце в переліку «100 найвидатніших цитат і крилатих висловів на ТБ».